# Braunschweiger Turn- und Sportverein Eintracht von 1895 2003-2004
Questa voce raccoglie le informazioni riguardanti il Braunschweiger Turn- und Sportverein Eintracht von 1895 nelle competizioni ufficiali della stagione 2003-2004.

## Stagione
Nella stagione 2003-2004 l'Eintracht Braunschweig, allenato da Uwe Reinders, Wolfgang Loos e Michael Krüger, concluse il campionato di Regionalliga nord al 6º posto. In Coppa di Germania l'Eintracht Braunschweig fu eliminato agli ottavi dall'Alemannia Aquisgrana.

## Rosa
| N. |                        | Ruolo | Calciatore         |
| -- | ---------------------- | ----- | ------------------ |
| 2  | Germania (bandiera)    | D     | Sebastian Backer   |
| 3  | Germania (bandiera)    | D     | Markus Küpper      |
| 4  | Germania (bandiera)    | C     | Torsten Sümnich    |
| 5  | Germania (bandiera)    | D     | Torsten Jülich     |
| 6  | Germania (bandiera)    | C     | Benjamin Adrion    |
| 7  | Germania (bandiera)    | C     | Holger Karp        |
| 8  | Germania (bandiera)    | C     | Daniel Graf        |
| 9  | Germania (bandiera)    | A     | Jürgen Rische      |
| 10 | Germania (bandiera)    | C     | Marc Arnold        |
| 11 | Stati Uniti (bandiera) | A     | Jacob Thomas       |
| 12 | Germania (bandiera)    | P     | Thorsten Stuckmann |
| 13 | Germania (bandiera)    | D     | René Wegner        |
| 14 | Germania (bandiera)    | A     | Dominik Jansen     |

| N. |                         | Ruolo | Calciatore            |
| -- | ----------------------- | ----- | --------------------- |
| 15 | Germania (bandiera)     | D     | Marco Grimm           |
| 16 | Germania (bandiera)     | C     | Jan Zimmermann        |
| 17 | RD del Congo (bandiera) | C     | Michél Mazingu-Dinzey |
| 18 | Germania (bandiera)     | A     | Lars Fuchs            |
| 19 | Germania (bandiera)     | C     | Samir Naja            |
| 20 | Germania (bandiera)     | C     | Stefan Pientak        |
| 22 | Germania (bandiera)     | P     | Alexander Kunze       |
| 23 | Germania (bandiera)     | C     | Torsten Lieberknecht  |
| 24 | Germania (bandiera)     | C     | Kosta Rodrigues       |
| 26 | Germania (bandiera)     | C     | Patrick Bick          |
| 28 | Germania (bandiera)     | C     | Mirko Burgdorf        |
| 33 | Germania (bandiera)     | P     | Jan Spoelder          |

## Organigramma societario
Area tecnica
- Allenatore: Michael Krüger
- Allenatore in seconda:
- Preparatore dei portieri: Uwe Hain
- Preparatori atletici:
- Analisi video:

## Calciomercato

### Sessione estiva
| Acquisti | Acquisti             | Acquisti           | Acquisti |
| R.       | Nome                 | da                 | Modalità |
| -------- | -------------------- | ------------------ | -------- |
| C        | Torsten Lieberknecht | Saarbrücken        |          |
| C        | Benjamin Adrion      | Stoccarda          |          |
| D        | Sebastian Backer     | Duisburg           |          |
| C        | Daniel Graf          | Karlsruhe          |          |
| D        | Marco Grimm          | Karlsruhe          |          |
| A        | Dominik Jansen       | Duisburg           |          |
| D        | Torsten Jülich       | Lokomotive Lipsia  |          |
| C        | Samir Naja           | E. Braunschweig II |          |
| P        | Thorsten Stuckmann   | Preußen Münster    |          |
| D        | René Wegner          | E. Braunschweig II |          |
| C        | Jan Zimmermann       | Carl Zeiss Jena    |          |

| Cessioni | Cessioni            | Cessioni           | Cessioni |
| R.       | Nome                | a                  | Modalità |
| -------- | ------------------- | ------------------ | -------- |
| C        | Alessandro da Silva | Paderborn          |          |
| C        | Marc-Oliver Barton  | SV Wilhelmshaven   |          |
| A        | Sambo Choji         | Saarbrücken        |          |
| A        | Daniel Teixeira     | Holstein Kiel      |          |
| D        | Janosch Dziwior     | Fortuna Düsseldorf |          |
| D        | Bernd Eigner        | Paderborn          |          |
| D        | Guido Gorges        | Wehen Wiesbaden    |          |
| C        | Karsten Hutwelker   | Jahn Ratisbona     |          |
| C        | Rudi Istenič        | Hessen Kassel      |          |
| D        | Thomas Ridder       | Velbert            |          |
| D        | Jan Schanda         | Lubecca            |          |
| A        | Sven Schuchardt     | SC Kapellen-Erft   |          |
| D        | Abdoul Thiam        | LR Ahlen           |          |
| C        | Zdravko Tuzlak      | Stoccarda II       |          |

### Sessione invernale
| Acquisti | Acquisti        | Acquisti    | Acquisti |
| R.       | Nome            | da          | Modalità |
| -------- | --------------- | ----------- | -------- |
| C        | Kosta Rodrigues | Saarbrücken |          |
| C        | Patrick Bick    | Augusta     |          |

| Cessioni | Cessioni           | Cessioni           | Cessioni |
| R.       | Nome               | a                  | Modalità |
| -------- | ------------------ | ------------------ | -------- |
| D        | Marco Dimitrijevic | E. Braunschweig II |          |

## Risultati

### Regionalliga

#### Girone di andata
| Arbitro: | Keßler |

|                                   |           |                                 |
| Thomas 2’ Mazingu-Dinzey 12’, 20’ | Marcatori | 30’ Beuchel 90’ (rig.) Fröhlich |

| Arbitro: | Marks |

|              |           |            |
| Narewsky 57’ | Marcatori | 90’ Thomas |

| Arbitro: | Lupp |

|                                                                         |           |                                  |
| Grote 5’ (aut.) Thomas 8’ Mazingu-Dinzey 14’ (rig.) Graf 41’ Arnold 75’ | Marcatori | 11’ Steegmann 51’ (aut.) Sümnich |

| Arbitro: | Gräfe |

|  |           |          |
|  | Marcatori | 20’ Graf |

| Arbitro: | Fröhlich |

|            |           |  |
| Jansen 68’ | Marcatori |  |

| Arbitro: | Scheppe |

|  |           |                      |
|  | Marcatori | 16’ Adrion 45’ Grimm |

| Arbitro: | Grudzinski |

|                    |           |  |
| Graf 2’ Rische 77’ | Marcatori |  |

| Arbitro: | Kuhl |

|                                |           |            |
| Iyodo 27’ Trojan 51’ Pinto 90’ | Marcatori | 41’ Rische |

| Arbitro: | Seemann |

|  |           |           |
|  | Marcatori | 30’ Şirin |

| Arbitro: | Gagelmann |

|            |           |                    |
| Koslov 49’ | Marcatori | 79’ Mazingu-Dinzey |

| Arbitro: | Scheppe |

|                       |           |                               |
| Rische 12’ Jansen 67’ | Marcatori | 34’ Federico 72’, 73’ Kennedy |

| Arbitro: | Fischer |

|                                       |           |                      |
| Lenze 11’, 64’ (rig.), 74’ Valdez 85’ | Marcatori | 5’ Rische 13’ Arnold |

| Arbitro: | Hagen |

|            |           |           |
| Rische 90’ | Marcatori | 89’ Blank |

| Arbitro: | Weber |

|                                                |           |  |
| Luis 21’ Reichenberger 68’ Feldhoff 78’ (rig.) | Marcatori |  |

| Arbitro: | Winkmann |

|  |           |                  |
|  | Marcatori | 42’, 90’ Sümnich |

| Arbitro: | Ittrich |

|                             |           |          |
| Arnold 58’ (rig.) Fuchs 89’ | Marcatori | 40’ Löbe |

| Arbitro: | Seemann |

|         |           |  |
| Agu 27’ | Marcatori |  |

#### Girone di ritorno
| Arbitro: | Jansen |

|             |           |  |
| Neubert 29’ | Marcatori |  |

| Arbitro: | Melms |

|  |           |            |
|  | Marcatori | 72’ Kohout |

| Arbitro: | Fischer |

|           |           |  |
| Fukal 60’ | Marcatori |  |

| Arbitro: | Schößling |

|          |           |            |
| Bick 22’ | Marcatori | 80’ Wojcik |

| Arbitro: | Gräfe |

|            |           |  |
| Ristau 73’ | Marcatori |  |

| Arbitro: | Gagelmann |

|             |           |  |
| Sümnich 30’ | Marcatori |  |

| Arbitro: | Fröhlich |

|                                   |           |                    |
| Gerov 52’ (rig.) Dobrý 88’ (rig.) | Marcatori | 53’ Mazingu-Dinzey |

| Arbitro: | Koch |

|                 |           |                      |
| Rische 54’, 74’ | Marcatori | 49’ Takyi 88’ Hajnal |

| Arbitro: | Rosenkranz |

|  |           |                   |
|  | Marcatori | 70’ (rig.) Rische |

| Arbitro: | Hagen |

|                   |           |  |
| Mazingu-Dinzey 6’ | Marcatori |  |

| Arbitro: | Winkmann |

|               |           |                    |
| Celikovic 78’ | Marcatori | 44’ Mazingu-Dinzey |

| Arbitro: | Grudzinski |

|                                 |           |          |
| Mazingu-Dinzey 6’ Rodrigues 60’ | Marcatori | 64’ Hunt |

| Arbitro: | Anklam |

|                             |           |                      |
| Beck 11’ (rig.), 19’ (rig.) | Marcatori | 31’ Graf 48’ Sümnich |

| Arbitro: | Schößling |

|                                                               |           |              |
| Rische 15’ Mazingu-Dinzey 17’, 74’ (rig.) Graf 38’ Jansen 89’ | Marcatori | 23’ Feldhoff |

| Arbitro: | Melms |

|                    |           |                                     |
| Mazingu-Dinzey 29’ | Marcatori | 10’ Heineke 25’ Hauswald 69’ Bäumer |

| Arbitro: | Stachowiak |

|  |           |                    |
|  | Marcatori | 63’ Bick 88’ Fuchs |

| Arbitro: | Hoyzer |

|                                   |           |                       |
| Mazingu-Dinzey 7’, 56’ Arnold 33’ | Marcatori | 17’ Gunesch 46’ Hanke |

### Coppa di Germania
| Arbitro: | Gräfe |

|                                              |           |           |
| Rische 22’, 67’ Mazingu-Dinzey 50’ Fuchs 89’ | Marcatori | 61’ Klose |

| Arbitro: | Jansen |

|                              |           |  |
| Thomas 46’ Rische 90’ (rig.) | Marcatori |  |

| Arbitro: | Albrecht |

|  |           |                                                 |
|  | Marcatori | 30’, 55’, 59’ Krontiris 48’ Pflipsen 64’ Meijer |

## Statistiche

### Statistiche di squadra
| Competizione      | Punti | In casa | In casa | In casa | In casa | In casa | In casa | In trasferta | In trasferta | In trasferta | In trasferta | In trasferta | In trasferta | Totale | Totale | Totale | Totale | Totale | Totale | DR |
| Competizione      | Punti | G       | V       | N       | P       | Gf      | Gs      | G            | V            | N            | P            | Gf           | Gs           | G      | V      | N      | P      | Gf     | Gs     | DR |
| ----------------- | ----- | ------- | ------- | ------- | ------- | ------- | ------- | ------------ | ------------ | ------------ | ------------ | ------------ | ------------ | ------ | ------ | ------ | ------ | ------ | ------ | -- |
| Regionalliga nord | 52    | 17      | 10      | 3       | 4       | 32      | 21      | 17           | 5            | 4            | 8            | 17           | 21           | 34     | 15     | 7      | 12     | 49     | 42     | +7 |
| Coppa di Germania | -     | 3       | 2       | 0       | 1       | 6       | 6       | 0            | 0            | 0            | 0            | 0            | 0            | 3      | 2      | 0      | 1      | 6      | 6      | 0  |
| Totale            | 52    | 20      | 12      | 3       | 5       | 38      | 27      | 17           | 5            | 4            | 8            | 17           | 21           | 37     | 17     | 7      | 13     | 55     | 48     | +7 |

### Andamento in campionato
| Giornata  | 1 | 2 | 3 | 4 | 5 | 6 | 7 | 8 | 9 | 10 | 11 | 12 | 13 | 14 | 15 | 16 | 17 | 18 | 19 | 20 | 21 | 22 | 23 | 24 | 25 | 26 | 27 | 28 | 29 | 30 | 31 | 32 | 33 | 34 |
| --------- | - | - | - | - | - | - | - | - | - | -- | -- | -- | -- | -- | -- | -- | -- | -- | -- | -- | -- | -- | -- | -- | -- | -- | -- | -- | -- | -- | -- | -- | -- | -- |
| Luogo     | C | T | C | T | C | T | C | T | C | T  | C  | T  | C  | T  | T  | C  | T  | T  | C  | T  | C  | T  | C  | T  | C  | T  | C  | T  | C  | T  | C  | C  | T  | C  |
| Risultato | V | N | V | V | V | V | V | P | P | N  | P  | P  | N  | P  | V  | V  | P  | P  | P  | P  | N  | P  | V  | P  | N  | V  | V  | N  | V  | N  | V  | P  | V  | V  |
| Posizione | 4 | 4 | 3 | 2 | 1 | 1 | 1 | 1 | 3 | 2  | 4  | 7  | 8  | 9  | 7  | 6  | 7  | 8  | 8  | 9  | 9  | 9  | 8  | 8  | 9  | 8  | 8  | 9  | 7  | 6  | 6  | 6  | 6  | 6  |

Legenda:

Luogo: C = Casa; T = Trasferta. Risultato: V = Vittoria; N = Pareggio; P = Sconfitta.

### Statistiche dei giocatori
| Giocatore         | Regionalliga nord | Regionalliga nord | Regionalliga nord | Regionalliga nord | Coppa di Germania | Coppa di Germania | Coppa di Germania | Coppa di Germania | Totale   | Totale | Totale      | Totale     |
| Giocatore         | Presenze          | Reti              | Ammonizioni       | Espulsioni        | Presenze          | Reti              | Ammonizioni       | Espulsioni        | Presenze | Reti   | Ammonizioni | Espulsioni |
| ----------------- | ----------------- | ----------------- | ----------------- | ----------------- | ----------------- | ----------------- | ----------------- | ----------------- | -------- | ------ | ----------- | ---------- |
| B. Adrion         | 14                | 1                 | 4                 | 0                 | 3                 | 0                 | 0                 | 0                 | 17       | 1      | 4           | 0          |
| M. Arnold         | 26                | 4                 | 3                 | 0                 | 1                 | 0                 | 0                 | 0                 | 27       | 4      | 3           | 0          |
| S. Backer         | 6                 | 0                 | 0                 | 0                 | 2                 | 0                 | 0                 | 0                 | 8        | 0      | 0           | 0          |
| P. Bick           | 14                | 2                 | 5                 | 0                 | 0                 | 0                 | 0                 | 0                 | 14       | 2      | 5           | 0          |
| M. Burgdorf       | 1                 | 0                 | 0                 | 0                 | 0                 | 0                 | 0                 | 0                 | 1        | 0      | 0           | 0          |
| L. Fuchs          | 21                | 2                 | 1                 | 0                 | 2                 | 1                 | 0                 | 0                 | 23       | 3      | 1           | 0          |
| D. Graf           | 17                | 5                 | 3                 | 0                 | 1                 | 0                 | 0                 | 0                 | 18       | 5      | 3           | 0          |
| M. Grimm          | 32                | 1                 | 3                 | 0                 | 3                 | 0                 | 0                 | 0                 | 35       | 1      | 3           | 0          |
| D. Jansen         | 27                | 3                 | 2                 | 0                 | 2                 | 0                 | 0                 | 0                 | 29       | 3      | 2           | 0          |
| T. Jülich         | 19                | 0                 | 6                 | 0                 | 2                 | 0                 | 1                 | 0                 | 21       | 0      | 7           | 0          |
| H. Karp           | 5                 | 0                 | 1                 | 0                 | 0                 | 0                 | 0                 | 0                 | 5        | 0      | 1           | 0          |
| A. Kunze          | 14                | 0                 | 3                 | 0                 | 1                 | 0                 | 0                 | 0                 | 15       | 0      | 3           | 0          |
| M. Küpper         | 30                | 0                 | 2                 | 0                 | 3                 | 0                 | 0                 | 0                 | 33       | 0      | 2           | 0          |
| T. Lieberknecht   | 26                | 0                 | 4                 | 1                 | 2                 | 0                 | 0                 | 0                 | 28       | 0      | 4           | 1          |
| M. Mazingu-Dinzey | 32                | 13                | 3                 | 0                 | 3                 | 1                 | 1                 | 0                 | 35       | 14     | 4           | 0          |
| S. Naja           | 0                 | 0                 | 0                 | 0                 | 0                 | 0                 | 0                 | 0                 | 0        | 0      | 0           | 0          |
| S. Pientak        | 11                | 0                 | 1                 | 0                 | 2                 | 0                 | 0                 | 0                 | 13       | 0      | 1           | 0          |
| J. Rische         | 33                | 9                 | 4                 | 0                 | 3                 | 3                 | 0                 | 0                 | 36       | 12     | 4           | 0          |
| K. Rodrigues      | 15                | 1                 | 1                 | 0                 | 0                 | 0                 | 0                 | 0                 | 15       | 1      | 1           | 0          |
| J. Spoelder       | 0                 | 0                 | 0                 | 0                 | 0                 | 0                 | 0                 | 0                 | 0        | 0      | 0           | 0          |
| T. Stuckmann      | 21                | 0                 | 1                 | 0                 | 2                 | 0                 | 0                 | 0                 | 23       | 0      | 1           | 0          |
| T. Sümnich        | 33                | 4                 | 4                 | 0                 | 3                 | 0                 | 0                 | 0                 | 36       | 4      | 4           | 0          |
| J. Thomas         | 28                | 3                 | 1                 | 1                 | 3                 | 1                 | 0                 | 0                 | 31       | 4      | 1           | 1          |
| R. Wegner         | 13                | 0                 | 2                 | 0                 | 0                 | 0                 | 0                 | 0                 | 13       | 0      | 2           | 0          |
| J. Zimmermann     | 21                | 0                 | 2                 | 0                 | 3                 | 0                 | 0                 | 0                 | 24       | 0      | 2           | 0          |